# DKNY
DKNY (Donna Karan New York) er mærket for modeskaberen Donna Karan. Det er også en butik i New York City, hvor man kan finde en tilbehørslinie skabt af Donna Karan. 

## Historie
Det moderne fremvisnings – og tilbehørsfirma, DKNY, blev etableret i 1984 i New York af Donna Karan, hoveddesigneren, og hendes senere mand, Stephen Weiss. Karan havde et udfordrende forsøg for at kombinere komfort og luksus i hendes tøjlinier for at få hendes mærke frem på markedet. Karan tror på at lige meget hvad hun designer, så begynder og slutter det med kroppen. DKNY blev et aktieselskab i 1996 og blev i 2001 købt af LVMH, Moet Hennessy Louis Vuitton, et fransk luksusselskab.

## Butikker
Der er i øjeblikket 70 Donna Karan og DKNY butikker globalt. De første butikker åbnede i London i 1997 og i New York City i 1999. DKNYs hovedkvarter er på 550 Seventh Avenue, Manhattan, New York